# Юзеф Паливода
Юзеф Паливода (пол. Józef Paliwoda; 19 січня 1917 — 25 лютого 2007) — польський громадський діяч і ветеран, полковник LWP, фахівець з адміністративного та сільськогосподарського права, автор майже 300 наукових праць. Багаторічний експерт комітетів Сейму та активний член Асоціації польських юристів.